# Wormvormig aanhangsel
Het wormvormig aanhangsel of de appendix vermiformis is een tot soms vijftien centimeter lang dun rolrond aanhangsel van de darmen dat in het verlengde van het caecum oftewel de eigenlijke blindedarm ligt. Het bevat veel lymfeklierweefsel en een holte die naar de blindedarm toe open is. Het ligt rechtsonder in de buik, ook wel de rechter fossa iliaca genaamd.
Door het voedingspatroon en de levenswijze van de moderne mens kan de appendix ontstoken raken. Men spreekt dan van een blindedarmontsteking (appendicitis), al is het alleen de appendix die ontstoken is en niet de eigenlijke blindedarm. Als een appendicitis niet met antibiotica kan worden verholpen, dan moet de appendix operatief verwijderd worden. Deze operatie heet een appendectomie.

## Functie
Lange tijd werd gedacht dat de appendix een rudimentair orgaan is dat tegenwoordig geen functie meer heeft, maar de laatste tijd hebben wetenschappers steeds meer aanwijzingen gevonden dat de appendix juist een heel belangrijk orgaan is. Zo speelt de appendix waarschijnlijk een rol bij de instandhouding van de darmflora. In 2007 opperde een vijftal onderzoekers dat het wormvormig aanhangsel mogelijk de functie heeft van een veilige haven voor bacteriën van de normale darmflora, van waaruit na een episode van infectueuze diarree de darm weer met de eigen flora kan worden gekoloniseerd zodat er een sneller herstel kan optreden. Daarnaast hebben mensen bij wie de appendix verwijderd is, een verhoogde kans op een aantal aandoeningen, zoals een hartaanval, sarcoïdose, reumatoïde artritis en de ziekte van Crohn.

## Darwin
De Britse bioloog Charles Darwin merkte al op dat een blindedarmontsteking relatief veel voorkomt en onbehandeld vrij vaak tot de dood leidt.
Hij poneerde een dubbele stelling:
1. Het is aannemelijk dat onze moderne levenswijze vaker tot ontsteking van de blindedarm leidt dan onder voorouderlijke omstandigheden.
2. Is er inmiddels een ander, nog verborgen voordeel, dat dit duidelijke nadeel compenseert?[9]

Langzaamaan lijkt de tweede stelling meer opgeld te doen, al is er ook alweer kritiek.